# Montegioco
Montegioco (piemontiul: Monzeugh) település Olaszországban, Piemont régióban, Alessandria megyében. Lakosainak száma 281 fő (2023. január 1.).